# Judith Arlt

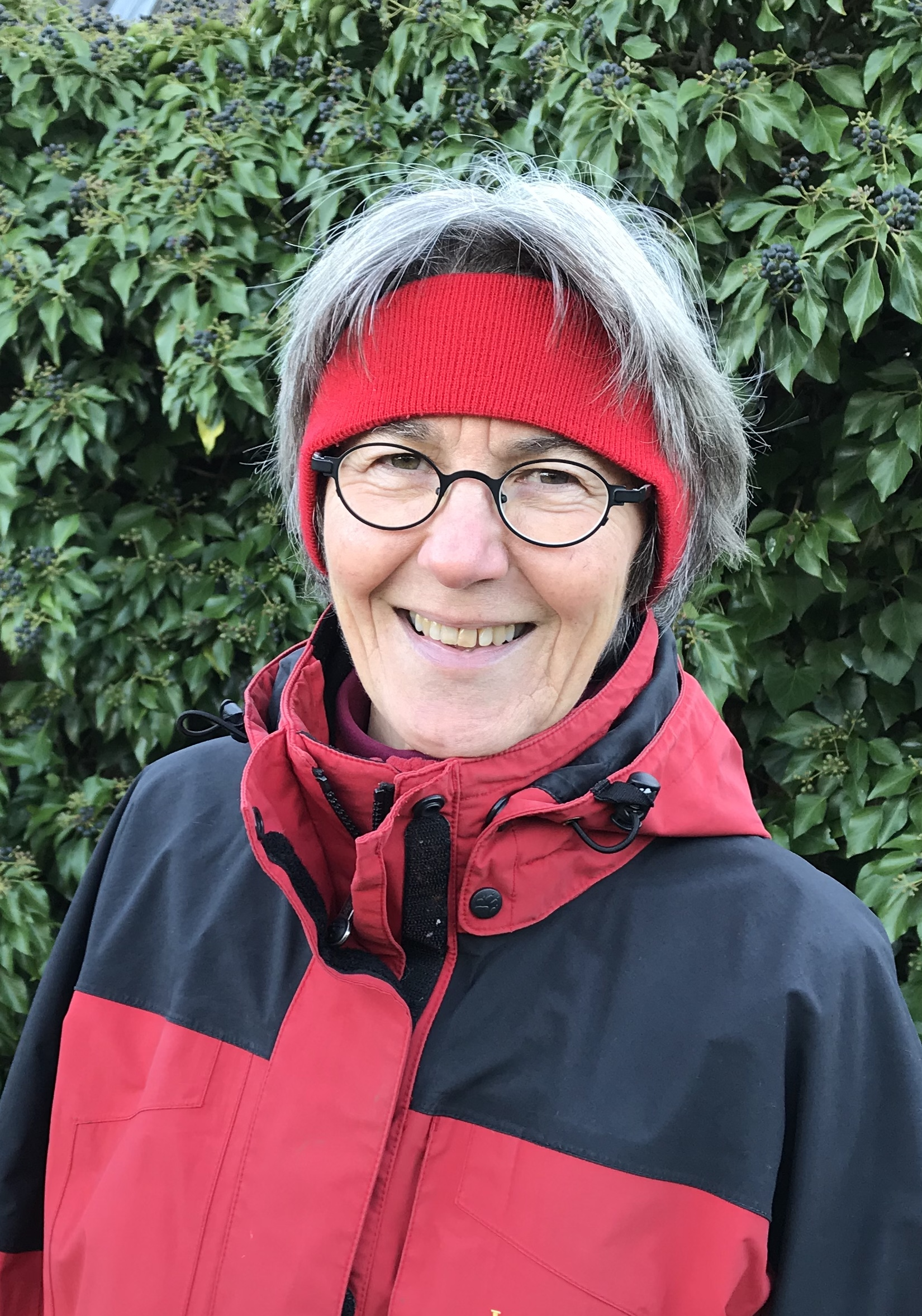
Judith Arlt (2019)

Judith Arlt, Geburtsname Büsser (* 4. Oktober 1957 in Liestal, Kanton Basel-Landschaft) ist eine Schweizer Schriftstellerin, Literaturwissenschaftlerin und Übersetzerin.

## Leben
Judith Büsser studierte Germanistik und Slawistik an der Universität Basel, Universität Freiburg sowie polnische Literatur an der Universität Warschau. Anschliessend wurde sie 1995 in Freiburg im Üechtland mit der Dissertation über den polnischen Schriftsteller und Filmemacher Tadeusz Konwicki zur Doktorin promoviert (Dr. phil.). Seit der Eheschliessung 1998 führt sie den Familiennamen Arlt. Von 1994 bis 2007 lebte sie in Berlin. Im Jahr 2007 zog sie nach Meldorf in Holstein um. Im September 2024 wanderte sie nach Lalitpur (Nepal) aus.
Sie debütierte als Judith Büsser mit der Erzählung Wera R., die 1993 in Basel erschien. Die Doktorarbeit über Tadeusz Konwicki erschien im Jahr 1997 als Monografie. Es folgten weitere Bücher über Tadeusz Konwicki, die erste Schweizer Reiseschriftstellerin Lina Bögli sowie die Schuhmacherfamile Fölmlis in Menznau. Der Roman Die Welt war schneller als die Worte, der im Jahr 2014 erschien, bezieht sich ebenfalls auf das Leben und Wirken von Lina Bögli.
Judith Arlt war ein Mitglied der Gruppe Olten und ist langjähriges Mitglied bei Autorinnen und Autoren der Schweiz (AdS).

## Auswahl von Publikationen
- als Judith Büsser: Wera R. Lenos Verlag, Basel 1993, ISBN 3-85787-226-8.
- Tadeusz Konwickis Prosawerk von „Rojsty“ bis „Bohiń“. Zur Entwicklung von Motivbestand und Erzählstruktur (= Slavica Helvetica. Band 55). (zugleich Doktorarbeit) Lang, Bern 1997, ISBN 3-906757-28-5.
- Mój Konwicki (Mein Konwicki). Universitas, Kraków 2002, ISBN 83-7052-537-7. (polnisch)
- mit Roland Gerth (Fotograf): Schweiz. Bildband. Stürtz, Würzburg 2002, ISBN 3-8003-1568-8.
  - englische Übersetzung von Ruth Chitty: Switzerland. Stürtz, Würzburg 2002, ISBN 3-8003-1569-6.
- „ja“ Konwickiego (Das Konwickis „ich“). Universitas, Kraków 2007, ISBN 978-83-242-0742-8. (polnisch)
- „Ich esse auf einem gedeckten Tisch, aus schönem Porzellan und mit dem Besteck des Königs Kalakaua“. Die Weltreisende Lina Bögli (1858–1941). In: Jahrbuch des Oberaargaus 51 2008, S. 14–44. (online)
- Entlassen nach: Tod. Todesfalle Krankenhaus. Eine wahre Geschichte. mvg Verlag, Heidelberg 2008, ISBN 978-3-636-06357-1.
- Die Fölmlis. Eine Schuhmacherfamilie. Roman. Wartmann Natürlich, Oberengstringen 2009, ISBN 978-3-9523218-3-6.
- Moja zima w Tsukubie. Dziennik japoński. (Mein Winter in Tsukuba. Japanisches Tagebuch). Errata, Warszawa 2012, ISBN 978-83-60950-80-7. (polnisch)
- Die Welt war schneller als die Worte. Roman. Achter Verlag, Weinheim 2014, ISBN 978-3-9814562-7-1.
- Hooger Nüsse. Achter Verlag, Weinheim 2018, ISBN 978-3-948-028-00-8.
- friedas gangarten. Claudia Wartmann Natürlich, Oberengstringen 2020, ISBN 978-3-9524346-5-9.
- Handschlag der Tide. Achter Verlag, Weinheim 2023, ISBN 978-3-948028-17-6

### Als Redakteurin
- mit Brigitta Helbig-Mischewski und Krzysztof Maria Załuski: Neue Geschichten aus der Pollakey. Anthologie zeitgenössischer polnischer Prosa. Verlag b1, Jestetten 2000, ISBN 3-00-006717-5.
- Verloren – gewonnen. Zwischen Sprachfremde und Wortheimat. Erzählungen, Gedichte und Essays von 15 Autorinnen aus zehn Ländern. Geest-Verlag, Vechta 2001, ISBN 3-934852-50-5.

### Als Herausgeberin
- Izabela Morska: Izabela Filipiak. (Autorenheft Frankfurter Buchmesse). Krakau 2000, ISBN 83-88292-61-7.

### Als Übersetzerin
- Theater in Polen (= Theater der Zeit. Jg. 55, Heft-Nr. 9). Berlin 2000.
- Izabella Kaluta: Natasza Goerke. (Autorenhefte der 52. Internationalen Frankfurter Buchmesse und des Programms „Polen erlesen - Literatur, Kunst, Kultur - NRW 2000/2001“). Arbeitsgruppe Literatura Polska, Kraków 2000, ISBN 83-88292-95-1.
- Jan Gondowicz: Małgorzata Saramonowicz. (Autorenhefte der 52. Internationalen Frankfurter Buchmesse und des Programms „Polen erlesen - Literatur, Kunst, Kultur - NRW 2000/2001“). Arbeitsgruppe Literatura Polska, Kraków 2000, ISBN 83-88292-51-X.